# Jordi Juste
Jordi Juste Cols (nacido el 10 de septiembre de 1978, Tarrasa (Barcelona), España) es un entrenador de baloncesto profesional español que actualmente dirige al Club Baloncesto Tizona en Primera FEB.

## Trayectoria deportiva
- Club Natació Tàrrega (2005-2008)
- Club Basket Castellar (2008-2011)
- KK Slodes (2011-2012) Entrenador ayudante
- Northamptonshire Titans B.C (2014-2015)
- Courtyard Liffey Celtics (2015-2016) Equipo femenino
- KFUM Nassjo Basket (2017-2019)
- Korihait (2019)
- Basket Navarra Club, Liga LEB Plata (2020-2023)
- FC Cartagena Baloncesto, Liga LEB Plata y Primera FEB (2023-2025)
- Club Baloncesto Tizona, Primera FEB (2025-)

Es un entrenador con experiencia en las categorías inferiores y formativos del baloncesto español, con experiencias en países como Serbia, Irlanda, Suecia y Finlandia.
Desde 2005 a 2008, sería entrenador de baloncesto del Club Natació Tàrrega en la 2ª categoría Nacional.
Desde 2008 a 2011, sería entrenador de baloncesto del Club Bàsquet Castellar en la 2ª categoría Nacional.
Durante la temporada 2011-12 se convierte en entrenador ayudante del KK Slodes serbio.
En la temporada 2014-15, dirige al Titans B.C., un club irlandés de baloncesto.
Durante la temporada 2015-16 dirige al equipo femenino del Liffey Celtics BC de la ciudad de Dublín en Irlanda.
En agosto de 2016, llega a Suecia para ser asistente de Félix Alonso en el KFUM Nassjo Basket de la Basketligan durante la temporada 2016-17. 
Tras la marcha de Félix Alonso al Iberostar Palma en diciembre de 2017, Jordi se hace cargo del primer equipo del KFUM Nassjo Basket al que dirige durante lo que resta de la temporada 2017-18 y la 2018-19.
En mayo de 2019, firma con el Korihait de la Korisliiga al que dirige hasta noviembre de 2019.
En febrero de 2020, regresa a España para firmar con el Basket Navarra Club de la LEB Plata, en sustitución de Xabi Jiménez hasta el final de temporada, lo que sería su primera experiencia en LEB Plata. Juste sólo pudo dirigir cuatro partidos como consecuencia de la COVID-19. En su segunda temporada conseguiría llevar al club a la final por el ascenso a LEB Oro en la que se quedó a una canasta de ascender al equipo. En la temporada 2022-23, volvería a alcanzar la final de los play-offs de ascenso a LEB Oro, finalizando su etapa en el conjunto navarro.
El 6 de junio de 2023, firma por el FC Cartagena Baloncesto de la Liga LEB Plata y en su primera temporada en el club consigue el ascenso a Primera FEB derrotando en la final a doble partido al CB Zamora. 
Esa misma temporada alcanza la final de la Copa LEB Plata frente al mismo rival.
La primera temporada de Primera FEB 2024-25 consigue un extraordinario 7°puesto en liga regular que le otorga el privilegio de jugar el play-off de ascenso a ACB en una eliminatoria frente al Real Betis Baloncesto que se decide en el 5°partido a favor del equipo andaluz. Todo un hito para el conjunto cartagenero en su primera temporada en la segunda categoría del baloncesto 🏀 nacional tras el ascenso.
Otra hazaña fue alcanzar la Final Four de la Copa España de Baloncesto que tuvo como sede final el Coliseum de Burgos jugando la Semifinal frente a los anfitriones, a la postre vencedores del torneo de copa y ascenso directo en liga regular. 